# 片岡美智

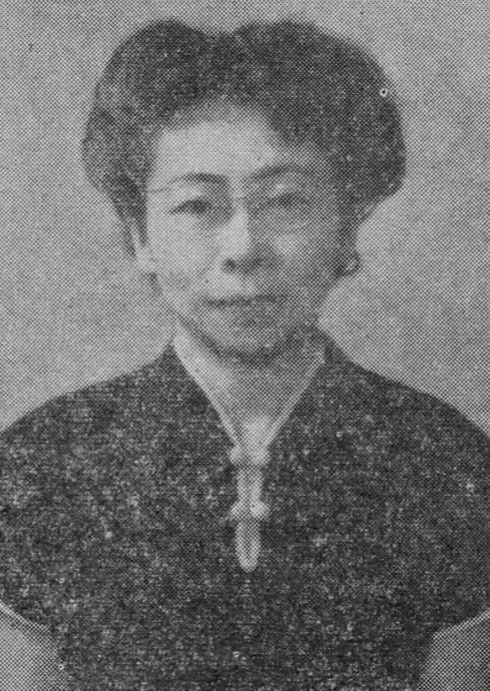
片岡美智（1960年）

片岡 美智（かたおか みち、1907年1月6日 - 2012年10月30日）は、日本のフランス文学者。京都外国語大学名誉教授。

## 経歴
福井県生まれ。法政大学仏文科卒、1939年 - 1952年フランスに留学、1950年日本女性として初めてフランスで文学博士号取得、1955年南山大学教授、のち京都外国語大学教授を務め、定年後名誉教授。夫は片岡がその著作を邦訳しているロジェ・ヴァン・エック。2010年から日本最高齢の文学研究者であったが、2012年10月30日満105歳にて死去。
谷崎潤一郎の『細雪』の仏訳者に決まったこともあったが、実現しなかった（『中央公論社の80年』）。

## 著書
- 人間 この複雑なもの 文藝春秋新社 1955
- 私もまた? 悩める妻へ 大日本雄弁会講談社 1956 (ミリオン・ブックス)
- スタンダールの人間像 白水社 1957
- シモーヌ・ヴェイユ 真理への献身 講談社 1972

## 翻訳
- 自作を語る アンドレ・ジッド 目黒書店 1950
- ロマン・ロラン ゲーテとベートーヴェン みすず書房「全集 64」 1952。のち新版
- わが生活と詩 ジャン・コクトー ダヴィッド社「ダヴィッド選書」 1954。聞き手アンドレ・フレニヨー
- 青い目の日本のぞ記 ロジェ・ヴァン・エック 朝日新聞社 1955
- 背徳者 アンドレ・ジッド 主婦の友社「ノーベル賞文学全集 10」1971